# Souillac, Mauritius
Souillac är en distriktshuvudort i Mauritius.   Den ligger i distriktet Savanne, i den sydvästra delen av landet, 40 km söder om huvudstaden Port Louis. Souillac ligger 18 meter över havet och antalet invånare är 4 392. Den ligger på ön Mauritius.
Terrängen runt Souillac är platt åt nordost, men åt nordväst är den kuperad. Havet är nära Souillac åt sydväst.  Närmaste större samhälle är Rose Belle, 15,4 km nordost om Souillac. 